# Hermann Wielers
Hermann Wielers (* 25. Mai 1845 in Münster; † 28. Dezember 1917 in Bochum) war ein deutscher Architekt, der ab etwa 1880 in Bochum ansässig war und über 30 katholische Kirchen im Ruhrgebiet und in Westfalen entwarf.
Sein Sohn Bernhard Wielers (1897–1957) arbeitete später ebenfalls als Architekt in Bochum, war aber zu jung, um beim Tod seines Vaters dessen Büro fortzuführen.

## Werk (Auswahl)
| Ort                   | Jahre           | Bauwerk                                                            | Anmerkungen                   |
| --------------------- | --------------- | ------------------------------------------------------------------ | ----------------------------- |
| Bochum                | 1883–1887       | Katholische Pfarrkirche St. Johannes Baptist                       |                               |
| Essen-Steele          | 1884–1887       | Katholische Pfarrkirche St. Joseph                                 |                               |
| Bochum                | 1886–1887       | Waisenhaus St. Vinzenz                                             |                               |
| Bochum-Altenbochum    | 1888–1890       | Katholische Pfarrkirche Liebfrauen mit Pfarrhaus                   |                               |
| Bochum-Hamme          | 1888–1911       | Katholische Pfarrkirche Herz Jesu                                  |                               |
| Dortmund-Nordstadt    | 1889–1891       | Katholische Pfarrkirche St. Joseph                                 | Turm verändert erhalten       |
| Bochum-Grumme         | 1889–1896       | Katholische Pfarrkirche St. Liborius mit Pfarrhaus                 |                               |
| Bochum                | 1890–1891, 1897 | Erweiterung des St.-Elisabeth-Hospitals                            | stark verändert               |
| Bochum                | 1890–1892       | Katholische Pfarrkirche St. Joseph                                 |                               |
| Bochum                | 1891            | Katholisches Gesellenhaus für den katholischen Arbeiterverein      |                               |
| Bochum-Riemke         | 1891–1892       | Katholische Pfarrkirche St. Franziskus mit Pfarrhaus               |                               |
| Bochum                | 1892            | Katholische Marienschule                                           |                               |
| Dortmund-Asseln       | 1892–1893       | Katholische Pfarrkirche St. Joseph                                 |                               |
| Bochum                | 1898–1899       | Katholische Pfarrkirche St. Marien                                 | südwestliche Vorhalle         |
| Herne                 | 1899–1900       | Katholische Pfarrkirche St. Marien                                 | Chor und Langhaus             |
| Hilchenbach-Dahlbruch | 1899–1900       | Katholische Pfarrkirche St. Augustin                               |                               |
| Bochum-Stahlhausen    | 1900–1902       | Katholische Pfarrkirche St. Antonius Abbas mit Pfarrhaus           |                               |
| Medebach-Düdinghausen | 1900            | Katholische Pfarrkirche St. Johannes Baptist                       |                               |
| Bochum-Dahlhausen     | 1901–1904       | Katholische Pfarrkirche St. Engelbert mit Pfarrhaus                |                               |
| Herne-Sodingen        | 1902            | Katholische Pfarrkirche St. Peter und Paul                         |                               |
| Unna                  | 1902            | Erweiterung des Katharinen-Hospitals                               |                               |
| Unna-Königsborn       | 1902–1903       | Katholische Pfarrkirche Herz Jesu                                  |                               |
| Holzwickede           | 1903–1904       | Katholische Pfarrkirche St. Liebfrauen mit Pfarrhaus               |                               |
| Hemer                 | 1904–1905       | Katholische Pfarrkirche St. Bonifatius                             |                               |
| Herne-Röhlinghausen   | 1905–1909       | Katholische Pfarrkirche St. Barbara                                | 1963 abgebrochen              |
| Dortmund-Eving        | 1906            | Katholische Pfarrkirche St. Barbara                                |                               |
| Dortmund-Kirchlinde   | 1906            | Katholische Pfarrkirche St. Joseph                                 |                               |
| Bochum                | 1907–1909       | Katholische Pfarrkirche St. Meinolphus und Mauritius mit Pfarrhaus | erster Bauabschnitt           |
| Bochum-Hamme          | 1904–1910       | Katholische Pfarrkirche Heilig Kreuz mit Pfarrhaus                 |                               |
| Oberhausen            | 1909–1911       | Katholische Pfarrkirche Herz Jesu                                  |                               |
| Dortmund-Lanstrop     | 1912–1913       | Katholische Pfarrkirche St. Michael                                |                               |
| Arnsberg-Neheim       | 1911–1913       | Katholische Pfarrkirche St. Johannes Baptist, Sauerländer Dom      | Erweiterungsbau               |
| Bochum                | 1912            | Katholisches Schwesternhaus St.-Mauritius-Stift                    |                               |
| Dortmund-Brackel      | 1912–1913       | Katholische Pfarrkirche St. Clemens                                |                               |
| Bochum-Laer           | 1912–1913       | Katholische Pfarrkirche Fronleichnam mit Pfarrhaus (1913–1914)     |                               |
| Bochum-Stiepel        | 1914            | Katholische Wallfahrtskirche St. Marien mit Pfarrhaus              | Vorentwurf (nicht ausgeführt) |

Weitere Bauten (bisher ohne Datierung)
- Dortmund-Marten: Katholische Pfarrkirche Heilige Familie
- Dortmund: Katholische Pfarrkirche Herz Jesu

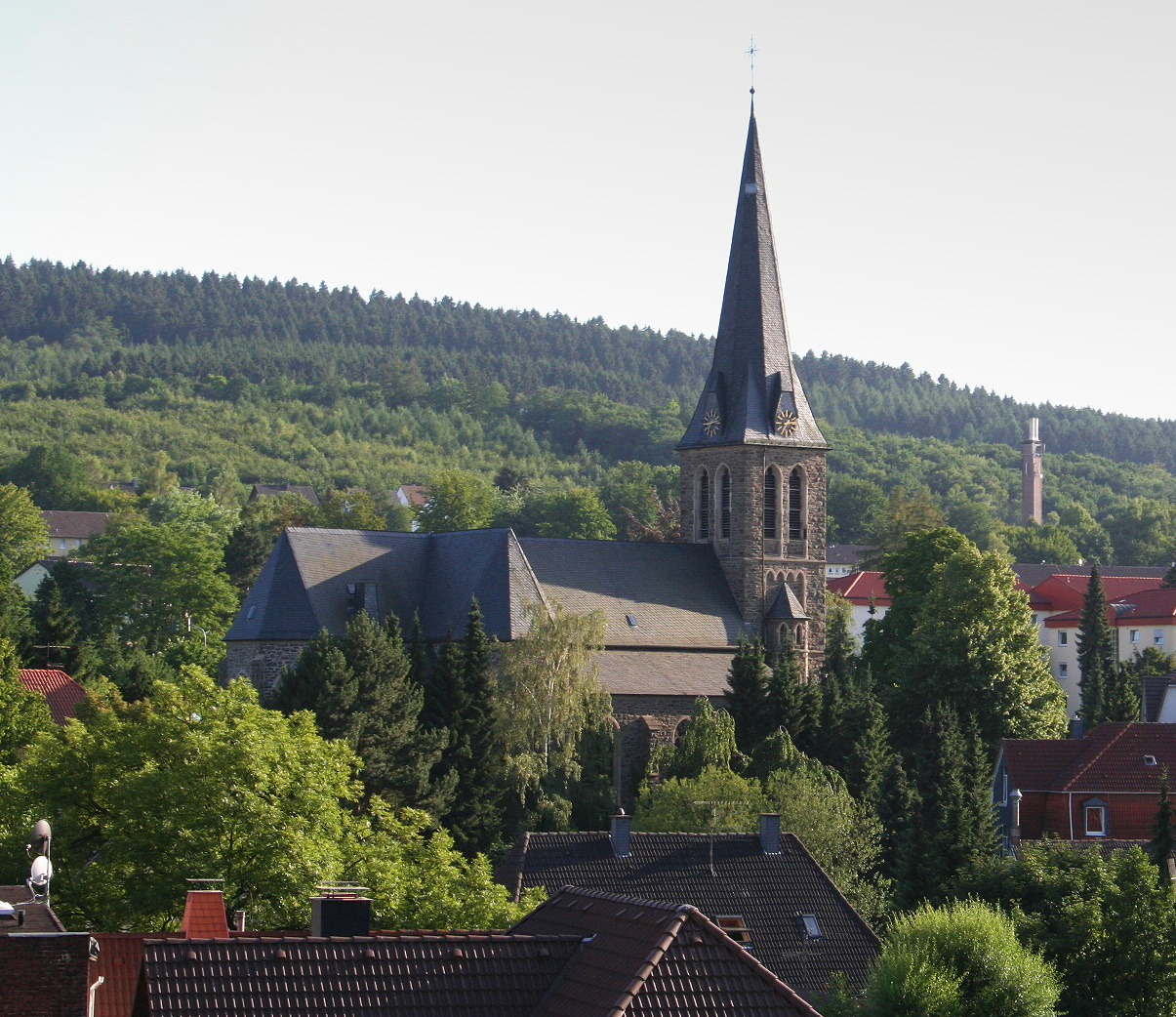
Hemer, St. Bonifatius
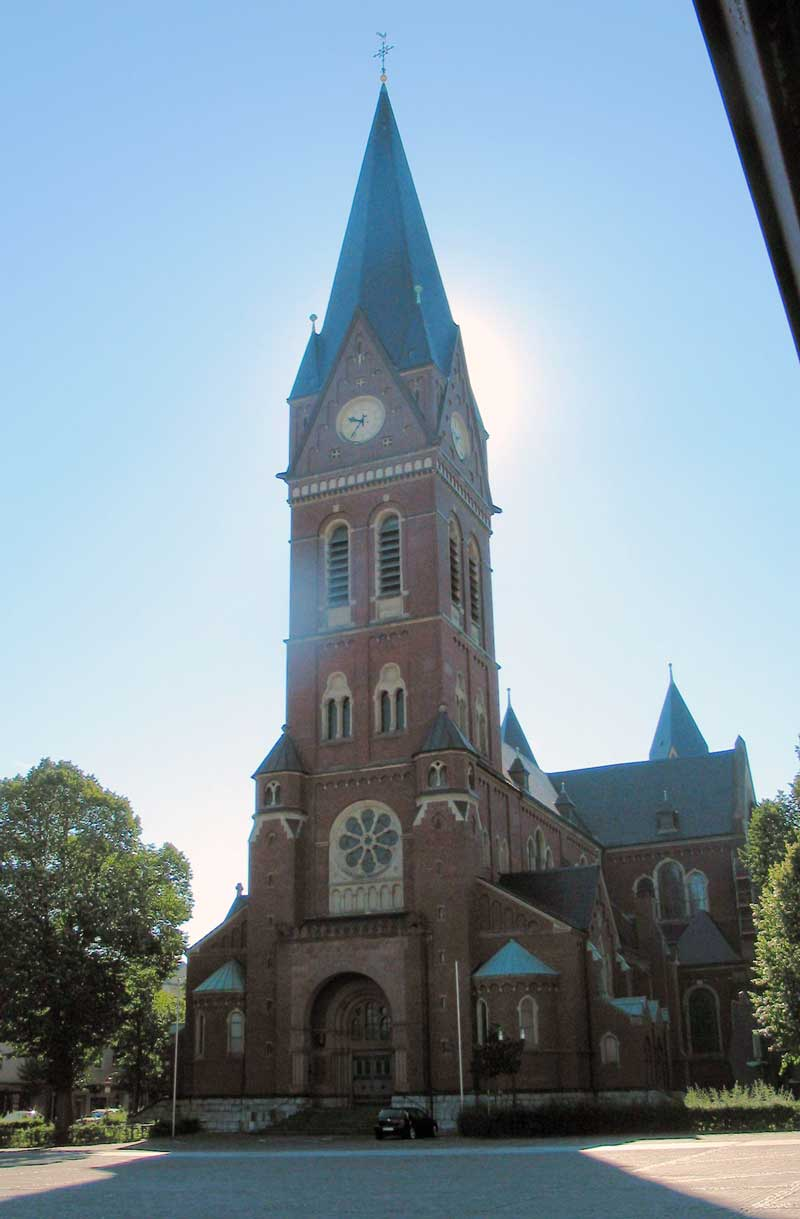
Neheim, St. Johannes Baptist
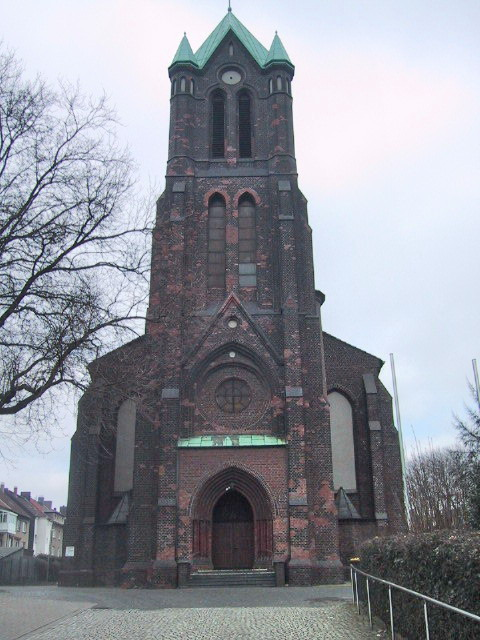
Bochum-Hamme, Herz Jesu
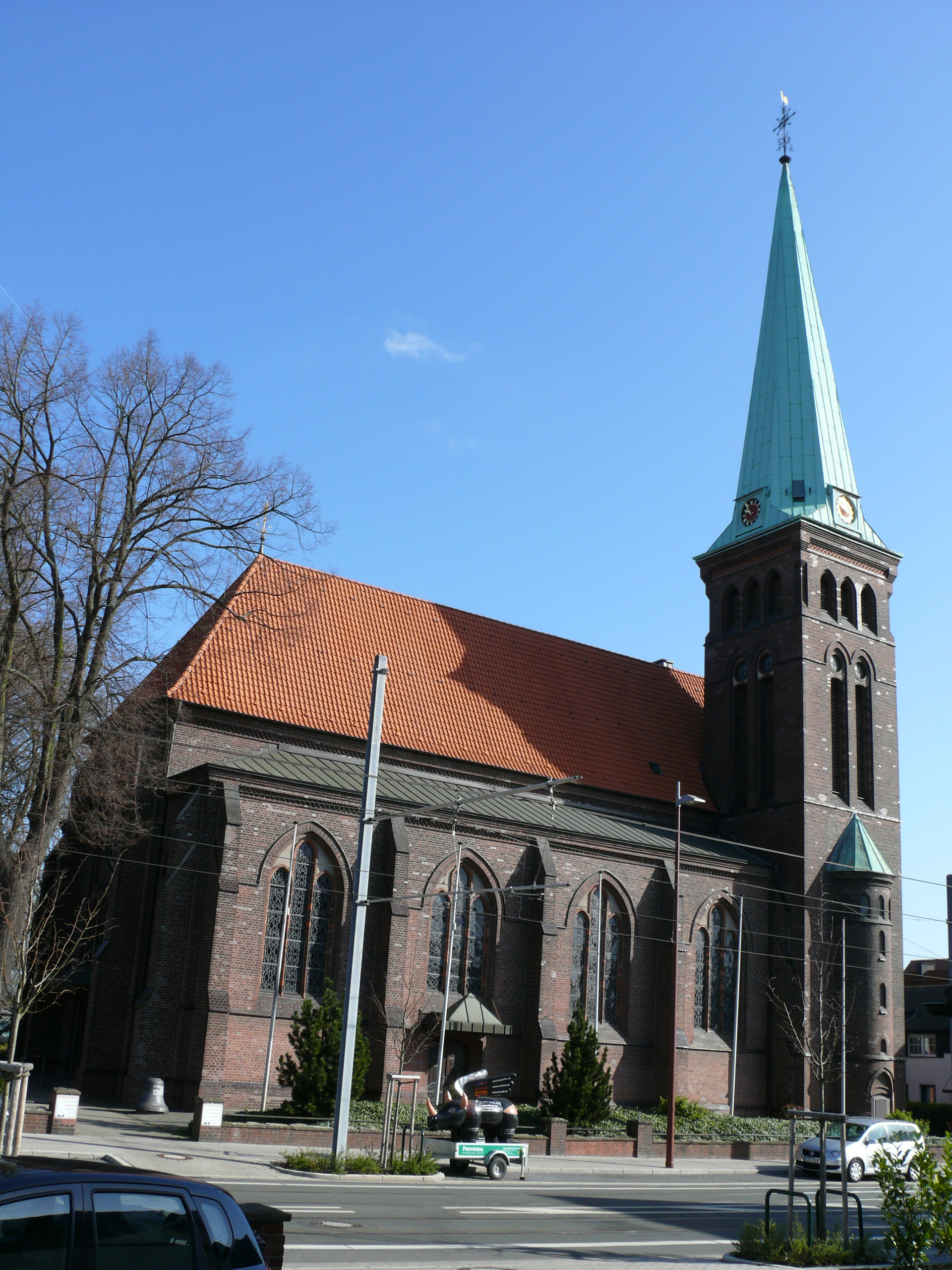
Dortmund-Asseln, St. Joseph
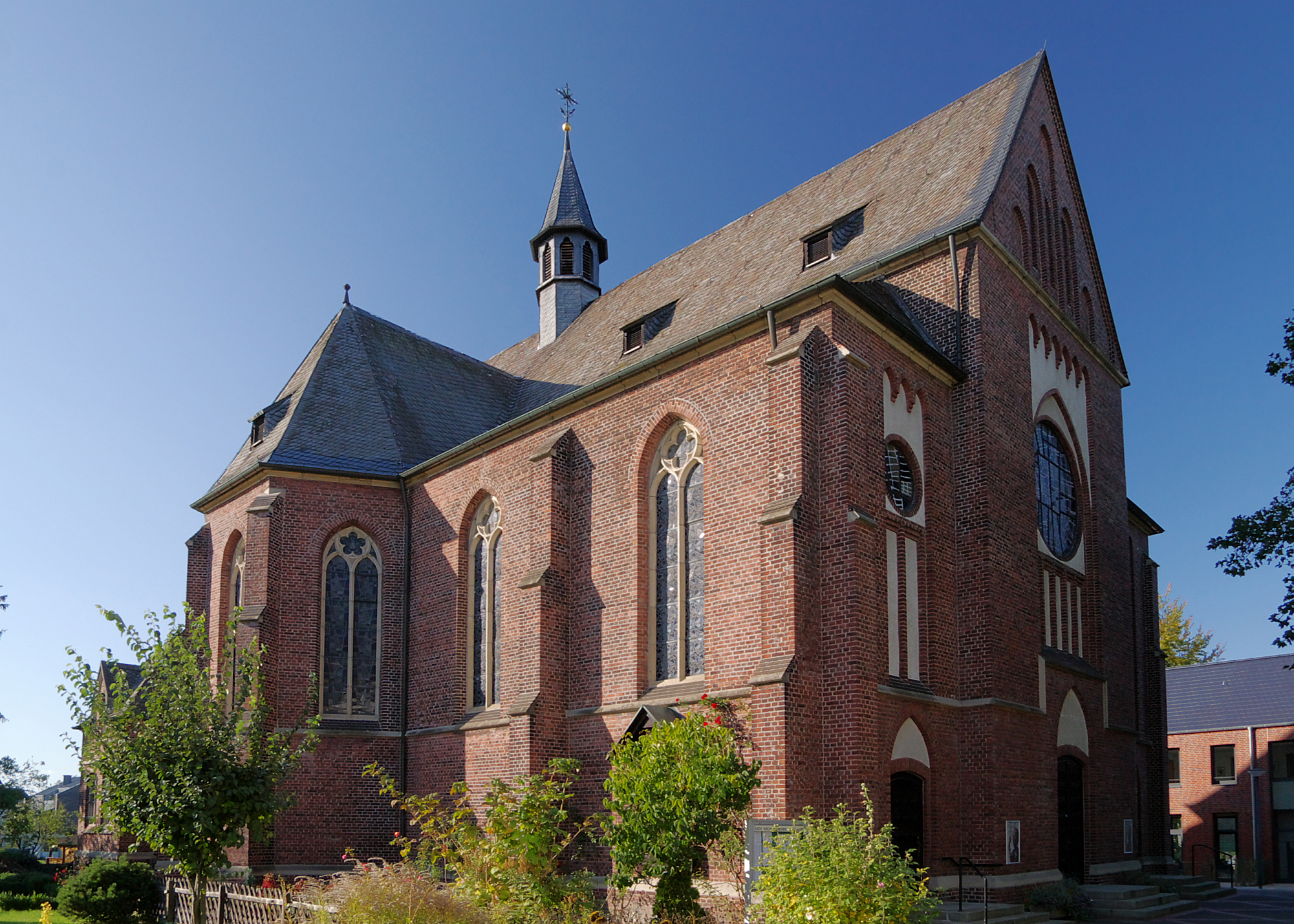
Dortmund-Brackel, St. Clemens
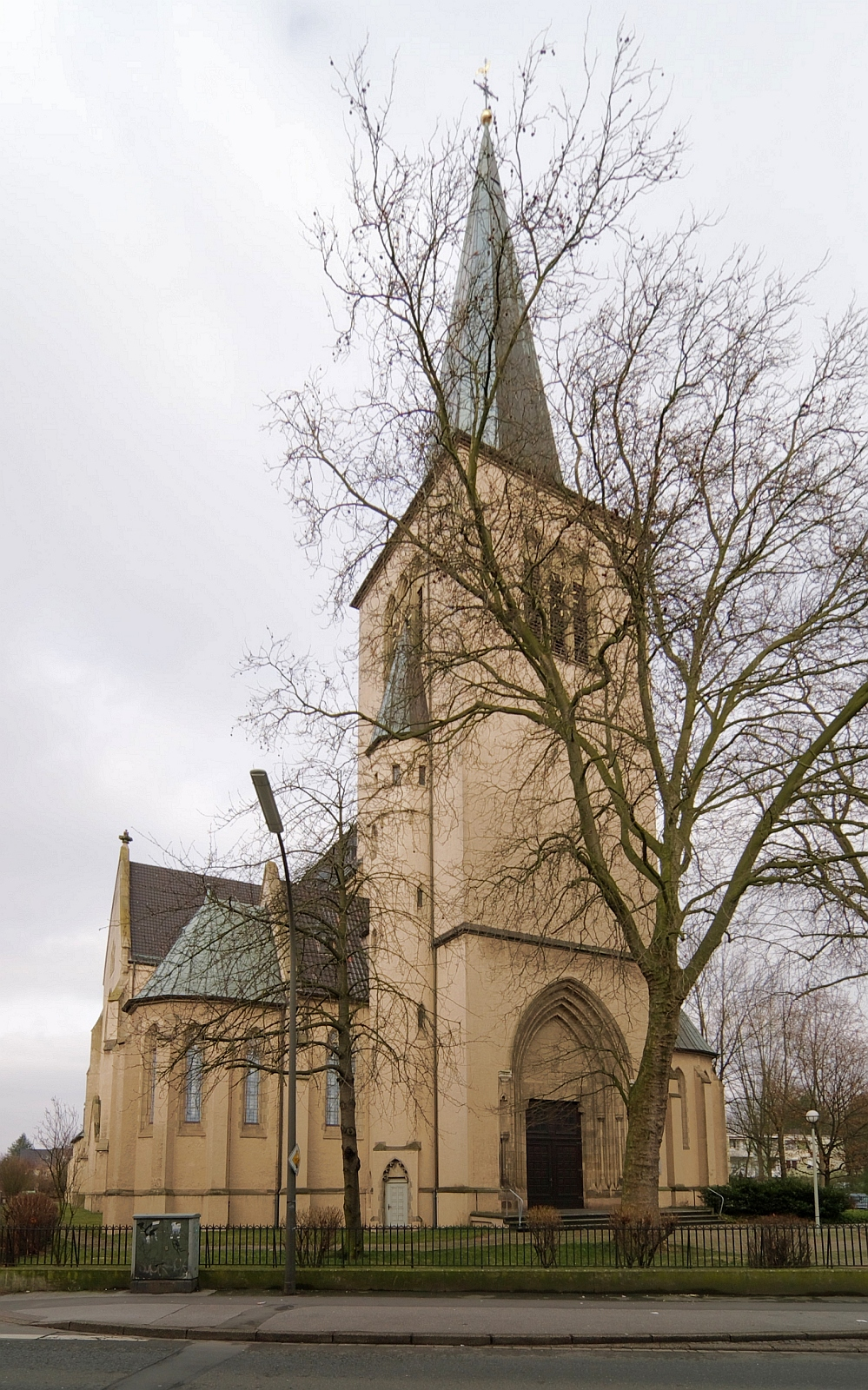
Dortmund-Eving, St. Barbara
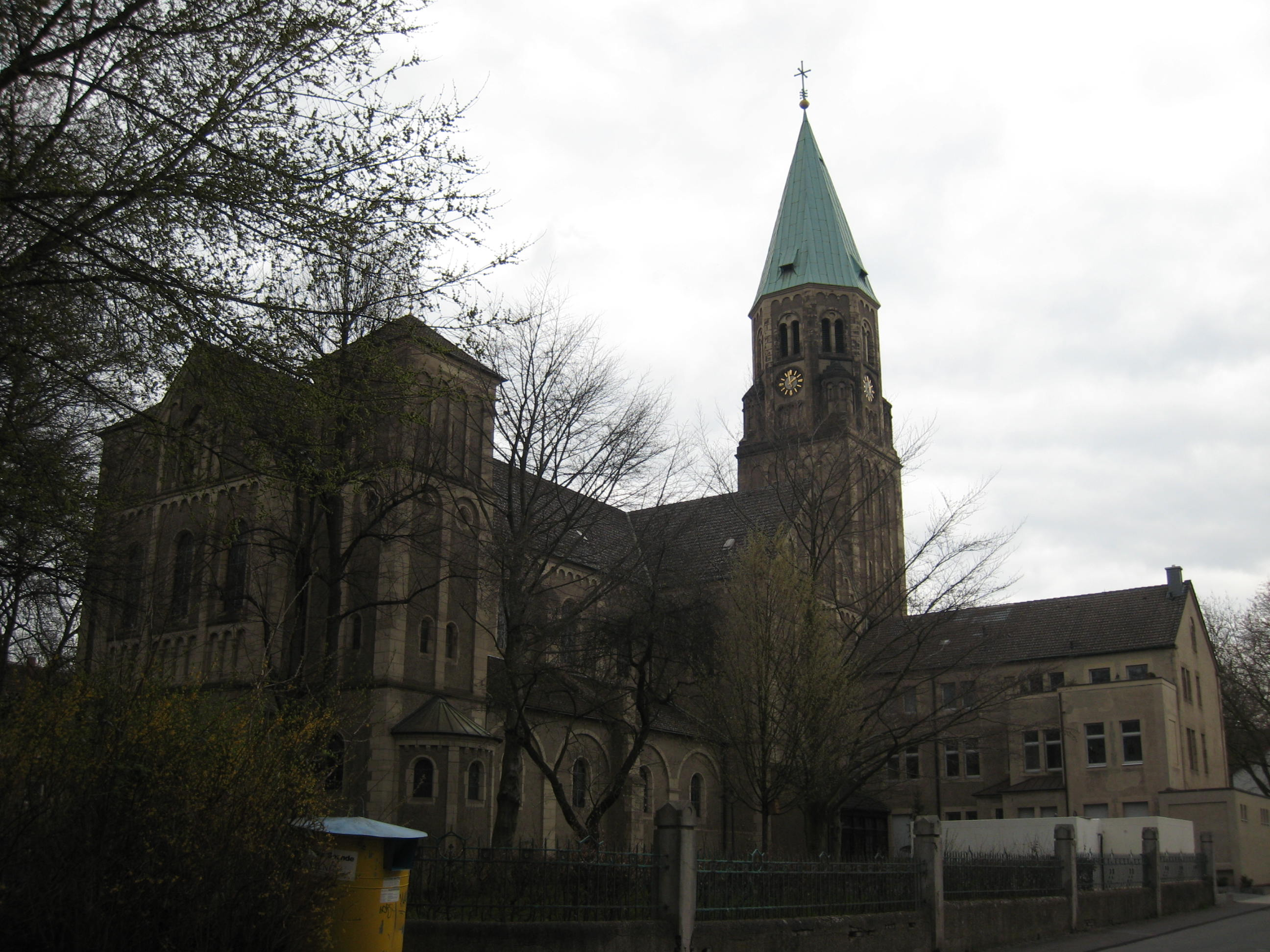
Dortmund, Herz Jesu
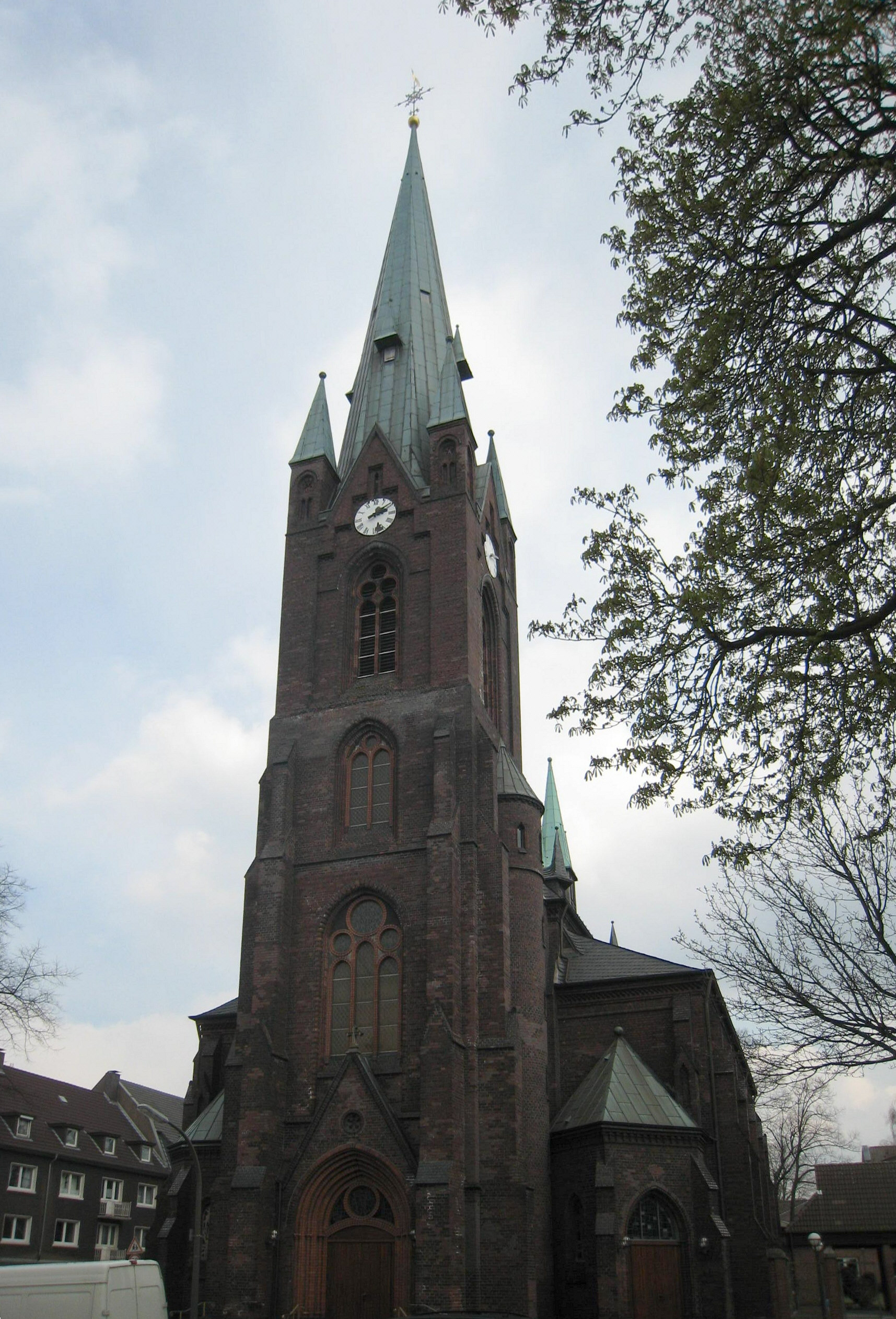
Dortmund-Marten, Heilige Familie